# Arosio (Lombardei)
Arosio ist eine italienische Gemeinde (comune) mit 5136 Einwohnern (Stand 31. Dezember 2023) in der Provinz Como in der Region Lombardei.

## Geographie
Arosio liegt auf 300 m s.l.m. südöstlich von Cantù. Die Gemeinde liegt etwa 30 km nördlich von Mailand und etwa 15 km südöstlich von Como. 
Die Nachbargemeinden sind Carugo, Giussano und Inverigo.

## Sehenswürdigkeiten
- Pfarrkirche Santi Nazario e Celso erbaut 1758[2]
- Palazzo Olgiati erbaut 1723.

## Persönlichkeiten
- Antonio de Gianino (* um 1570 in Arosio; † nach 1612 ebenda ?), Baumeister in Genua[3]
- Domenico Arnoldo (* un 1570 in Arosio; † nach 1609 ebenda ?), Sohn von  Bartolomeo, Baumeister in Genua[4]
- Bartolomeo Gianino (* un 1570 in Arosio; † nach 1614 ebenda ?), Baumeister in Genua[5]
- Rocco Serro (* um 1575 in Arosio; † nach 1618 ebenda ?), Baumeister in Genua[6]